# Passo de Torres
Passo de Torres är en kommun i Brasilien.   Den ligger i delstaten Santa Catarina, i den södra delen av landet, 1 500 km söder om huvudstaden Brasília. Antalet invånare är 6 631.